# Thesis (Schriftart)
Die Thesis ist eine Schriftsippe, die im Wesentlichen aus vier Schriftfamilien besteht: TheSans, TheSerif, TheMix und der später hinzugefügten TheAntiqua. Die ursprünglichen Schriftsätze wurden 1994 von dem Niederländer Lucas de Groot entwickelt. Seitdem hat er sie in regelmäßigen Abständen um zahlreiche Schriftvariationen bereichert. Heute ist die Thesis-Kollektion mit über 500 verschiedenen Schnitten die wohl umfangreichste Schriftfamilie. Die meisten Schriftschnitte dieser Familie mit Ausnahme der Kapitälchen-Varianten setzen Mediävalziffern bei normaler Tastaturbelegung  ein, es stehen aber auch Standardziffern zur Verfügung.

## TheSans
TheSans ist eine serifenlose Linear-Antiqua. Sie ist Hausschrift verschiedener bekannter Marken, darunter der Gelben Seiten, der Supermarktkette Plus, des Drogeriemarkts DM, der ARD, der Deutschen Gesellschaft zur Rettung Schiffbrüchiger (DGzRS) und mehrerer Universitäten, wie der Universität Hamburg (eigene Variante). Die Universität Bonn, die Technische Universität Berlin und die Hochschule Konstanz sowie die NordWestBahn benutzen TheSans in ihrem Logo, ebenso die Zeitschrift GameStar in einer leicht modifizierten Form. Das Schweizer Telekommunikationsunternehmen Swisscom verwendet TheSans seit 2007 ebenfalls für diverse Publikationen, als auch in ihrem Logo.
Die SPD verwendet die Thesis für alle Publikationen und in Wahlkämpfen, insbesondere den Schnitt TheSans Black. Ausgenommen ist die Bundestagsfraktion der SPD, die seit 2007 auf die FF Sanuk von Xavier Dupré zurückgreift. Es gibt sogar eine eigens für die SPD konzipierte Version der Schriftart, die SPD 2002 TheSans.

## TheSerif
TheSerif ist eine serifenbetonte Linear-Antiqua oder Egyptienne.

## TheMix
TheMix ist eine Semiserif-Schrift, der Name bezieht sich also auf die Mischung aus serifenbetonter und serifenloser Schrift. Sie ist die Hausschrift des Europa-Parks, der Hochschule Mannheim und wird im Logo des Berliner Senats eingesetzt.

## TheAntiquaB
TheAntiquaB ist eine französische Renaissance-Antiqua, die sich durch eine große x-Höhe und das Fehlen fragiler Formen auszeichnet. Sie eignet sich besonders für den Zeitungsdruck und macht auch auf dem Bildschirm eine gute Figur. Sie wird unter anderem von der ARD – zusammen mit den anderen Thesis-Varianten – als Hausschrift eingesetzt.
Neben der TheAntiquaB existieren noch Anpassungen wie die TheAntiquaSun (für Sun Microsystems) und TheAntiquaE/QuaText (für die Berliner Tageszeitung taz).

## Einzelnachweise

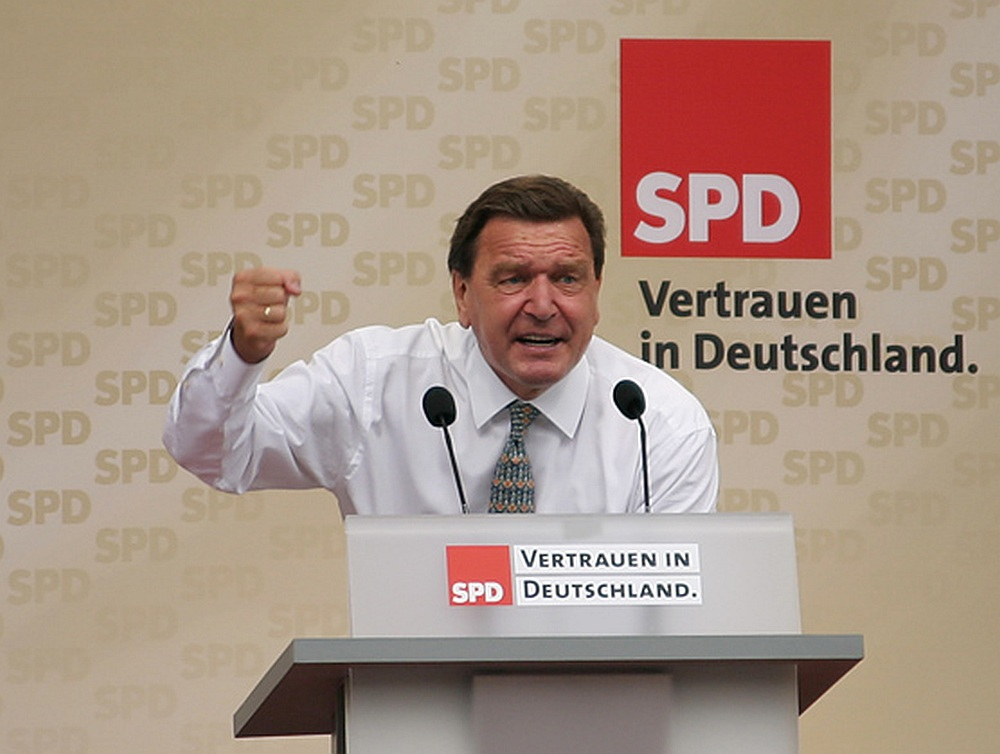
Damaliger Bundeskanzler Gerhard Schröder im Wahlkampf 2005. Parteislogan gesetzt in Thesis Sans Black Caps und Thesis Sans Black Plain